# Sollevamento pesi ai Giochi della XXIII Olimpiade - Pesi supermassimi
La competizione della categoria pesi supermassimi (oltre i 110 kg) di sollevamento pesi ai Giochi della XXIII Olimpiade si è svolta il giorno 8 agosto 1984 al Gersten Pavilion di Los Angeles.

## Regolamento
La classifica era ottenuta con la somma delle migliori alzate delle seguenti 2 prove:
- Strappo
- Slancio

Su ogni prova ogni concorrente aveva diritto a tre alzate. In caso di parità vinceva il sollevatore che pesava meno.

## Risultati
| Pos.    | Atleta                   | Nazione        | Peso Atleta | Strappo | Strappo | Strappo | Strappo | Slancio | Slancio | Slancio | Slancio | Totale      |
| Pos.    | Atleta                   | Nazione        | Peso Atleta | 1       | 2       | 3       | Tot     | 1       | 2       | 3       | Tot     | Tot         |
| ------- | ------------------------ | -------------- | ----------- | ------- | ------- | ------- | ------- | ------- | ------- | ------- | ------- | ----------- |
| Oro     | Dean Lukin               | Australia      | 138,55      | 167,5   | 172,5   | 175,0   | 172,5   | 227,0   | 240,0   | -       | 240,0   | 412,5       |
| Argento | Mario Martinez           | Stati Uniti    | 129,85      | 175,0   | 180,0   | 185,0   | 185,0   | 212,5   | 220,0   | 225,0   | 225,0   | 410,0       |
| Bronzo  | Manfred Nerlinger        | Germania Ovest | 130,45      | 170,0   | 175,0   | 177,5   | 177,5   | 220,0   | 220,0   | 235,0   | 220,0   | 397,5       |
| 4       | Ioannis Tsintsaris       | Grecia         | 130,55      | 155,0   | 155,0   | 162,5   | 162,5   | 185,0   | 200,0   | 200,0   | 185,0   | 347,5       |
| 5       | Batholomew Oluoma        | Nigeria        | 112,55      | 145,0   | 150,0   | 152,5   | 150,0   | 180,0   | 187,5   | 192,5   | 187,5   | 337,5       |
| 6       | Mosad Mosbah             | Egitto         | 110,05      | 145,0   | 145,0   | 150,0   | 150,0   | 180,0   | 180,0   | 185,0   | 180,0   | 330,0       |
| -       | Ironbar Bassey           | Nigeria        | 115,30      | 155,0   | 155,0   | 160,0   | 155,0   | 180,0   | -       | -       | NVL     | DNF         |
| -       | Serafim Grammatikopoulos | Grecia         | 110,05      | 140,0   | 145,0   | 145,0   | 140,0   | 170,0   | 170,0   | 170,0   | NVL     | DSQ [140,0] |
| -       | Stefan Laggner           | Austria        | 136,35      | 170,0   | 175,0   | 175,0   | 170,0   | 215,0   | 222,5   | 222,5   | 215,0   | DSQ [385,0] |